# 龍鳳茶樓 (電影)
《龍鳳茶樓》是1990年上映的一部香港電影。由潘文傑執導，莫少聰、周星馳、陳雅倫及陳加玲主演。

## 劇情
亞龍事業無成，終日與黑道人物聯群結黨。龍與鳳因一次衝突而邂逅，鳳在夜總會與客人結怨，龍冒死相教，鳳感動之餘決定與龍一起過著甜蜜生活。可是，兩人始終來自不同的背景，兩人之間始終隔著鴻溝，最後仍是無奈的分手。

## 演員
| 演員   | 角色          | 備註         | 粵語配音 |
| 莫少聰 | 龍            | 殺手         | 朱子聰   |
| 陳雅倫 | 鳳 / GiGi     | 舞女         | 何錦華   |
| 周星馳 | 垃圾馳        | 黑社會成員   | 周星馳   |
| 陳加玲 | 洛家琪 (June) | 舞女         | 何嘉麗   |
| 吳孟達 | 堅叔          | 黑社會小頭目 | 吳孟達   |
| 譚倩紅 |               | GiGi 母      |          |
| 黃栢文 | Ricky         |              | 陳欣     |
| 朱鐵和 | 黑牛          | 黑社會頭目   | 賈鳳悟   |
| 黃澤鋒 |               | June 男友    |          |
| 楊玉梅 |               |              |          |

## 主題曲
| 曲別       | 歌名                            | 作曲   | 作詞   | 編曲   | 演唱                            |
| ---------- | ------------------------------- | ------ | ------ | ------ | ------------------------------- |
| 粵語主題曲 | 《相愛沒緣份》 《緣盡》之合唱版 | 盧冠廷 | 潘源良 | 杜自持 | 劉德華、陳加玲 劉德華（獨唱版） |
| 國語主題曲 | 《如果你是我的傳說》            | 盧冠廷 | 劉德華 | 杜自持 | 劉德華                          |
| 粵語插曲   | 《患難建真情》                  | 蔡國權 | 蔡國權 | 盧東尼 | 關淑怡                          |
| 國語插曲   | 《贖罪》                        | 蔡國權 | 蔡國權 | 盧東尼 | 關淑怡                          |

## 外部連結
- 香港影庫上《龍鳳茶樓》的資料（繁體中文）
- 豆瓣电影上《龍鳳茶樓》的資料 （简体中文）
- 时光网上《龍鳳茶樓》的資料（简体中文）
- AllMovie上《龍鳳茶樓》的资料（英文）
- 爛番茄上《龍鳳茶樓》的資料（英文）
- 互联网电影数据库（IMDb）上《龍鳳茶樓》的资料（英文）